# Șuștra, Timiș
Șuștra este un sat în comuna Topolovățu Mare din județul Timiș, Banat, România. Numele său este o adaptare românească a formei maghiare Sustra.

## Istorie

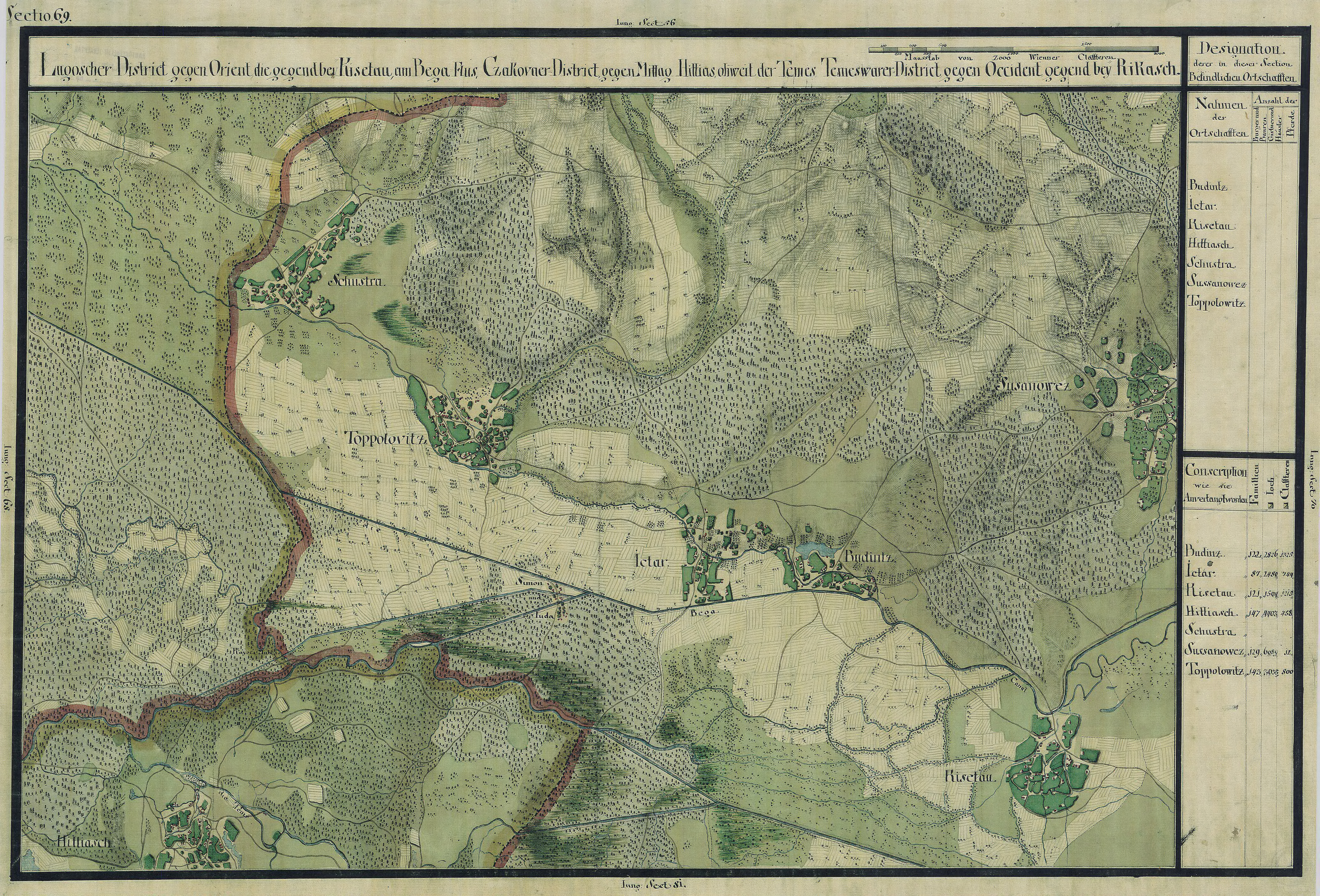
Șuștra în Harta Iosefină a Banatului, 1769-72

Prima atestare documentară a satului provine din conscripția generală din 1717, realizată în Banat de austrieci după cucerirea regiunii de sub stăpânirea turcească. Ea este amintită cu numele de Schustra, având 10 case. Totuși, se pare că localitatea a fost locuită în perioada turcească. Pe harta contelui Mercy, de la 1723-1725, Șuștra face parte din districtul Făgetului. Pe harta de la 1761 aparține de districtul Lugoj. În 1779 s-a alipit de județul Timiș. Locuitorii au fost din totdeauna români ortodocși. Biserica ortodoxă a fost construită la 1887.